# Mormogystia equatorialis
Mormogystia equatorialis is een vlinder uit de familie houtboorders (Cossidae). De wetenschappelijke naam van deze soort is voor het eerst geldig gepubliceerd in 1933 door Le Cerf.
De soort komt voor in tropisch Afrika.